# اریک اندرسن (ورزشکار)
اریک اندرسن (انگلیسی: Erik Andersson؛ ۱۷ مارس ۱۸۹۶ – ۲۳ فوریه ۱۹۸۵ (aged 88)) ورزشکار واترپلو اهل سوئد بود.
وی در مسابقات کشوری و بین‌المللی در مجموع برندهٔ ۱ مدال برنز شده‌است.